# Ischnosiphon elegans
Ischnosiphon elegans är en strimbladsväxtart som beskrevs av Paul Carpenter Standley. Ischnosiphon elegans ingår i släktet Ischnosiphon och familjen strimbladsväxter. Inga underarter finns listade.